# Rio Pärnu
Pärnu (estoniano: Pärnu jõgi) é um rio da Estônia que nasce na Planície Central do país e desagua no Golfo de Riga em Pärnu. É um dos mais longos rios da Estônia, com 144 km de comprimento.
A bacia hidrográfica do Pärnu está totalmente dentro do território da Estônia.

## Afluentes
Margem direita:
 Reopalu, Lintsi, Mädara, Käru, Vändra, Sauga
Margem esquerda:
 Vodja, Esna, Prandi, Aruküla, Navesti, Kurina, Reiu